# José Joaquín Trejos Fernández

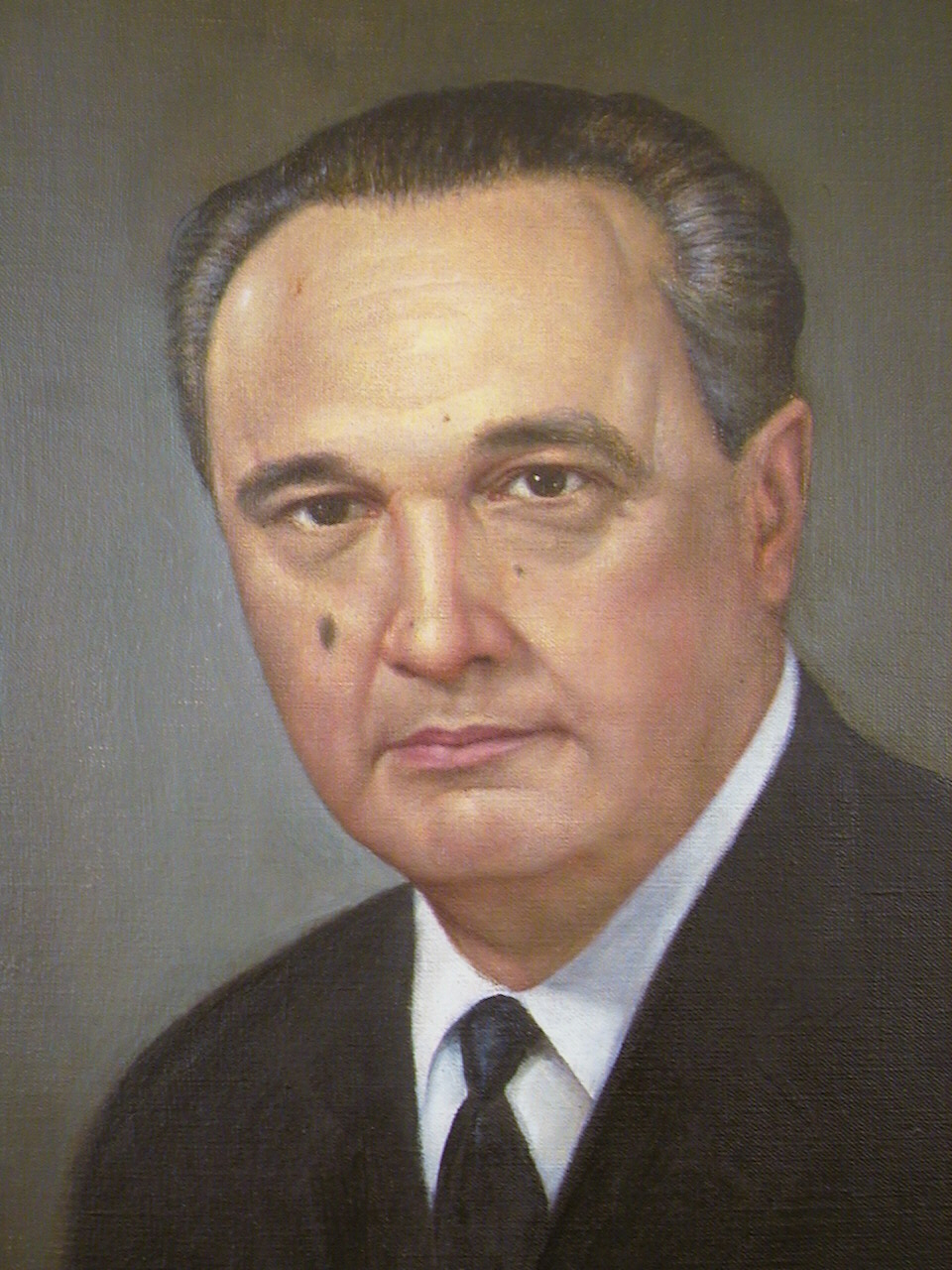
Jose Joaquín Trejos Fernández (2009)

José Joaquín Trejos Fernández (* 18. April 1916 in San José; † 10. Februar 2010 ebenda) war ein costa-ricanischer Politiker (PUN). Er war von 1966 bis 1970 Präsident Costa Ricas.
José Trejos studierte an der University of Chicago Ökonomie und lehrte über viele Jahre als Professor für Wirtschaftswissenschaften an der Universidad de Costa Rica. Er hatte mit seiner Frau Clara Fonseca Guardia fünf Kinder.

## Präsidentschaft
Ohne politische Vorgeschichte wurde José Trejos, der für eine Parteienallianz namens Unificación Nacional (Nationale Vereinigung) antrat, 1966 gegen Daniel Oduber Quirós zum Präsidenten gewählt. Während seiner Präsidentschaft wurde eine Autobahn (die carretera rústica) nach Puerto Limón gebaut, die Banco Popular gegründet, es wurde ein Gesetz zur kommunalen Entwicklung verabschiedet und einige wichtige Verfassungsänderungen vorgenommen.
Nach seiner Präsidentschaft blieb Trejos politisch aktiv. Er veröffentlichte Ocho años en la política costarricense (Acht Jahre in der costa-ricanischen Politik) und eine Autobiografie namens Por esfuerzo propio (Aus eigener Kraft). 
| Vorgänger                        | Amt                                                | Nachfolger           |
| -------------------------------- | -------------------------------------------------- | -------------------- |
| Francisco José Orlich Bolmarcich | Präsidenten von Costa Rica 8. Mai 1966–8. Mai 1970 | José Figueres Ferrer |

| Personendaten    | Personendaten                                                  |
| ---------------- | -------------------------------------------------------------- |
| NAME             | Trejos Fernández, José Joaquín                                 |
| KURZBESCHREIBUNG | costa-ricanischer Politiker, Präsident Costa Ricas (1966–1970) |
| GEBURTSDATUM     | 18. April 1916                                                 |
| GEBURTSORT       | San José, Costa Rica                                           |
| STERBEDATUM      | 10. Februar 2010                                               |
| STERBEORT        | San José, Costa Rica                                           |